# Simi Valley
Simi Valley est une ville américaine du comté de Ventura en Californie située dans le Grand Los Angeles à l'extrémité de la vallée de San Fernando. La population de la ville est estimée à 118 687 habitants en 2010 répartie sur une superficie de 109 km2.

## Histoire
Le site occupée par la ville fut d'abord occupé par des Indiens Chumash. Le mot Shimiji, qui signifie petit nuage blanc, serait à l'origine du nom de la ville.
Durant la colonisation espagnole, un grand ranch du nom de Rancho Simi fut créé sur la zone. Puis une petite ville coloniale du nom de Santa Susana del Rancho Simi fut construite à la fin du XIXe siècle. La ville, à dominante rurale et agricole, s'agrandit lentement et fut incorporée sous le nom de Simi Valley en 1969 avec 10 000 habitants.
Elle connait depuis une croissance démographique intense de par sa proximité à Los Angeles.
Le procès des policiers de la LAPD inculpés dans l'affaire de l'agression de Rodney King (un noir agressé par la police en 1991) s'est déroulé à Simi Valley. L’acquittement des policiers a déclenché les violentes émeutes de Los Angeles en 1992.

## Accident nucléaire
La ville a aussi retenu l'attention des médias en 1992, à la suite de l'accident nucléaire d'un réacteur d'essai refroidi au sodium liquide, qui s'est produit en 1959 à l'insu de la plupart des habitants. La zone habitée se trouve en effet proche d'un site de recherche, le laboratoire d'essais de Santa Susana qui a connu ce qui semble être le premier accident nucléaire important aux États-Unis.

## Paysages
En raison de paysages montagneux de type western, de nombreux films et séries ont été tournés à Simi Valley, par exemple Le Massacre de Fort Apache, Un prince à New York, La Petite Maison dans la prairie ou encore le film Poltergeist.

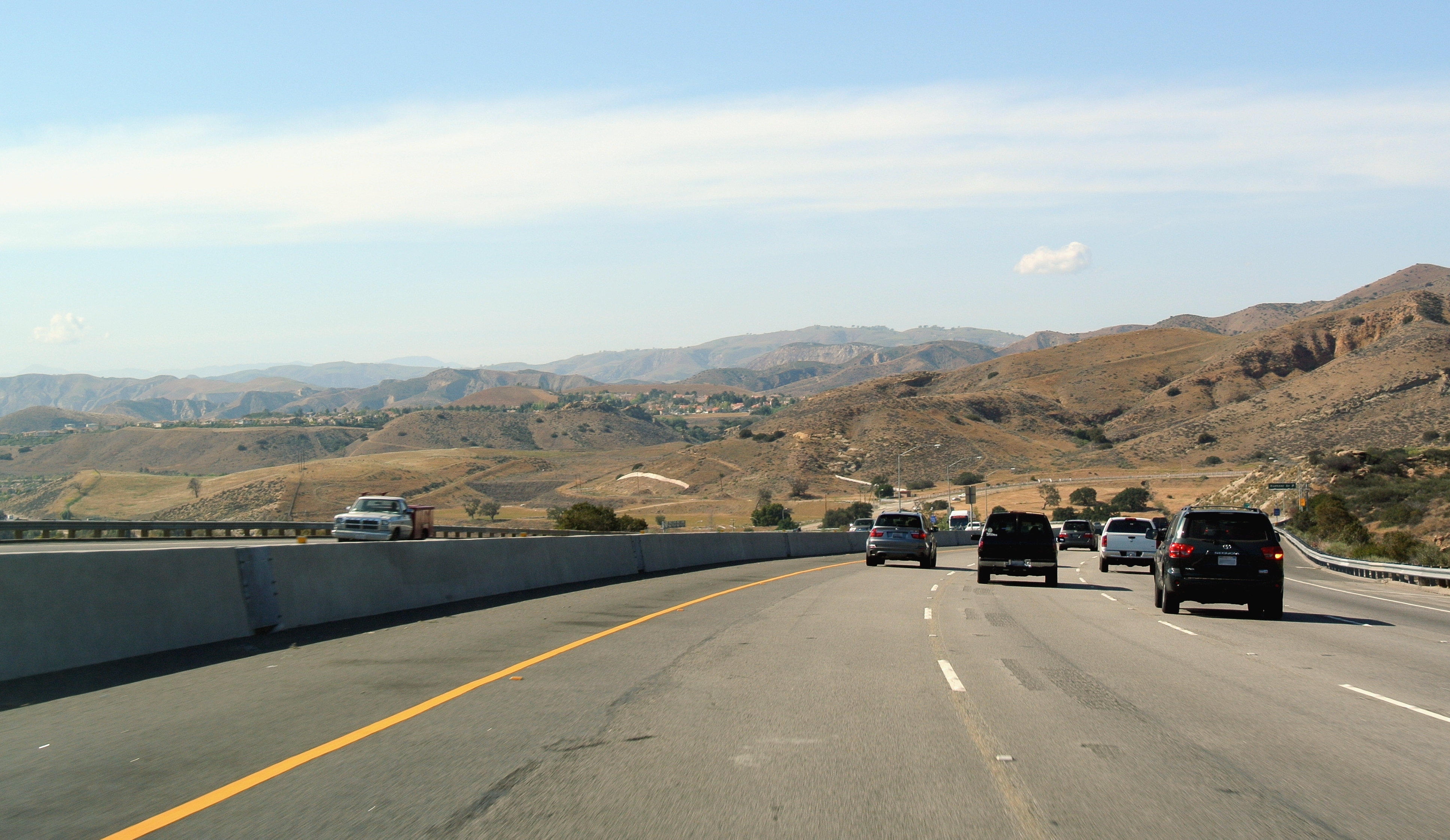
Route d'État 118 dite Ronald Reagan Freeway.

## Culture
Simi Valley abrite la bibliothèque présidentielle Ronald Reagan, inhumé dans la commune après sa mort en 2004.

## Démographie
| 1970   | 1980   | 1990    | 2000    | 2010    | - |
| ------ | ------ | ------- | ------- | ------- | - |
| 59 832 | 77 500 | 100 217 | 111 339 | 124 237 | - |

## Personnalités liées à la ville
- Raoul Walsh, réalisateur, est décédé à Simi Valley.
- Danielle Savre (1988-), actrice
- Maiara Walsh (1988-), actrice
- Shailene Woodley (1991-), actrice
- Ronald Reagan y est enterré

## Tournage
Un tournage a lieu dans cette ville :
- Un homme entre ma fille et moi (Sinister Minister), téléfilm américain de Jose Montesinos (2017)
- The Mandalorian, série télévisée

### Vidéographie
Vidéo illustrant l'accident de 1959 (fusion d'un cœur de petit réacteur expérimental refroidit au sodium liquide)